# Basilica di Santa Cecilia in Trastevere

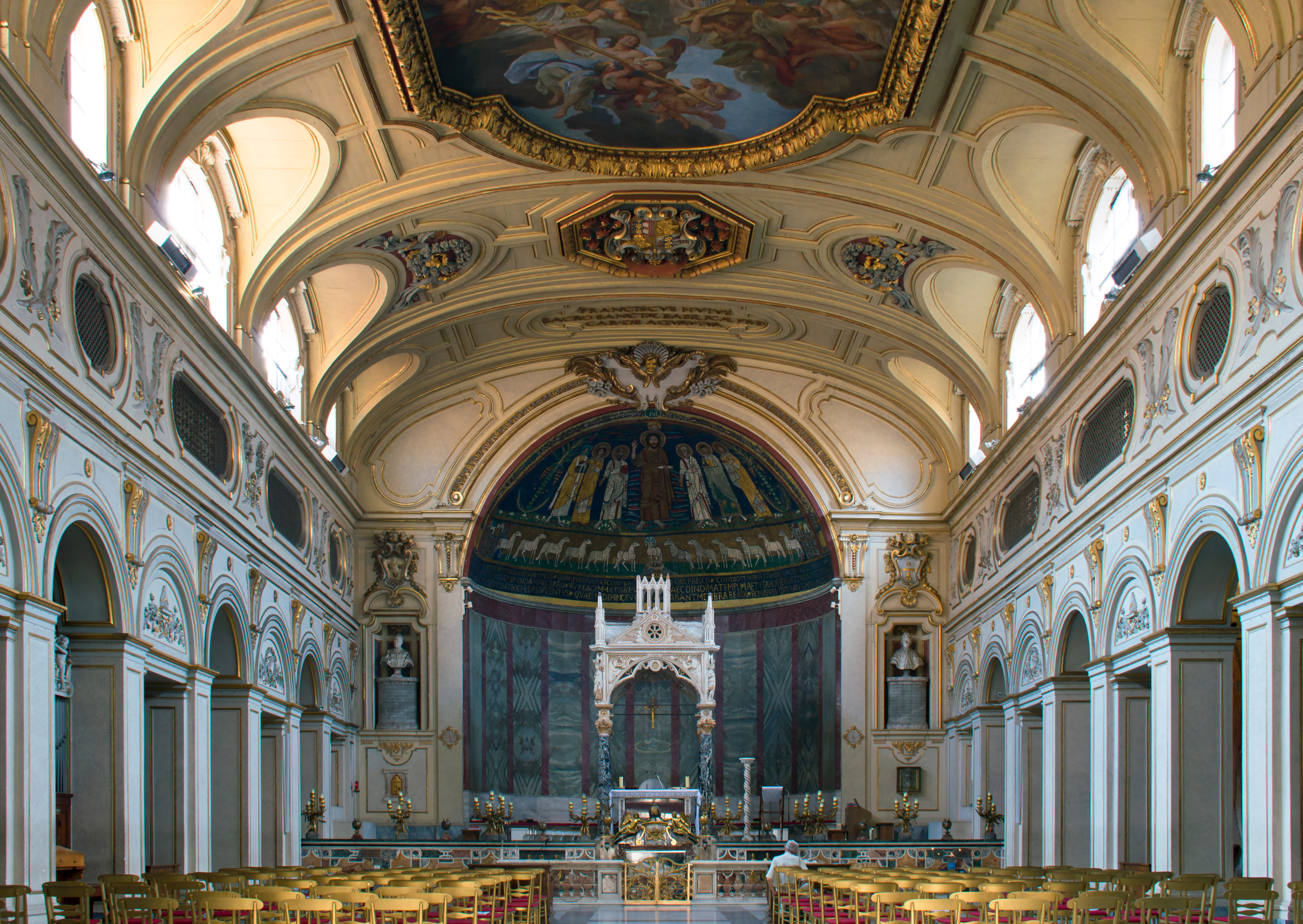
Interno

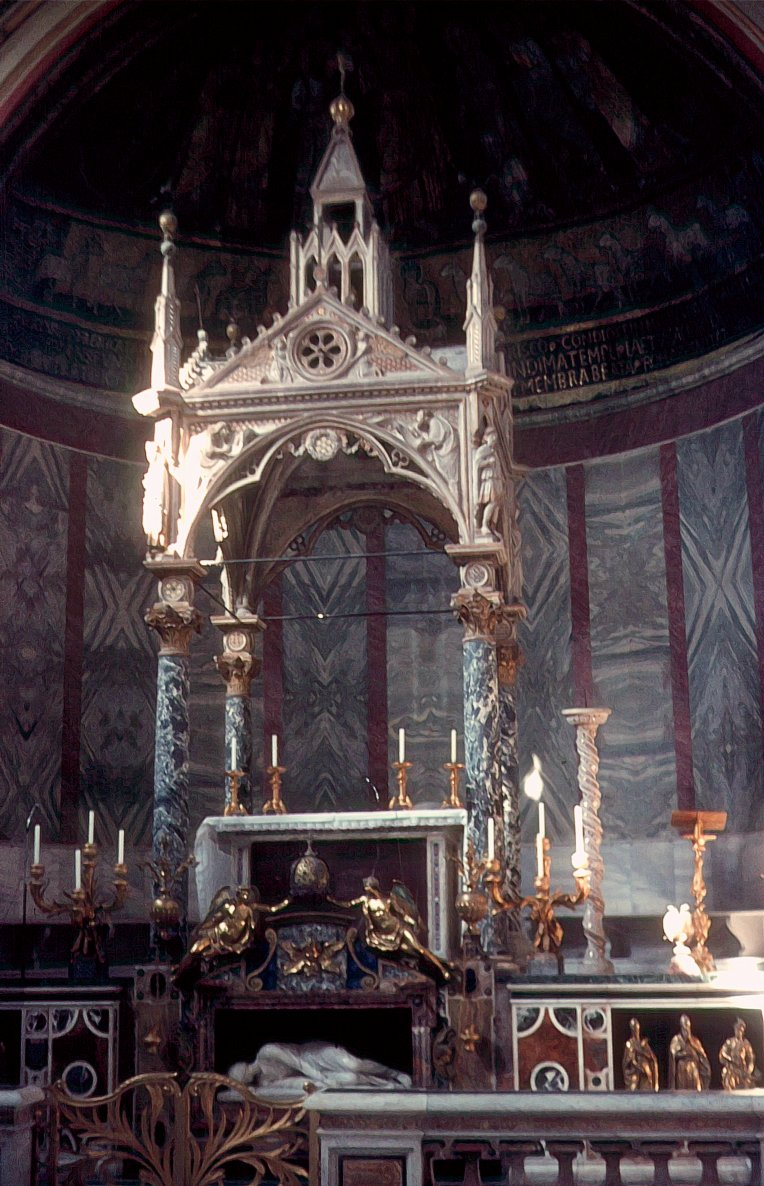
Altare maggiore, ciborio e abside

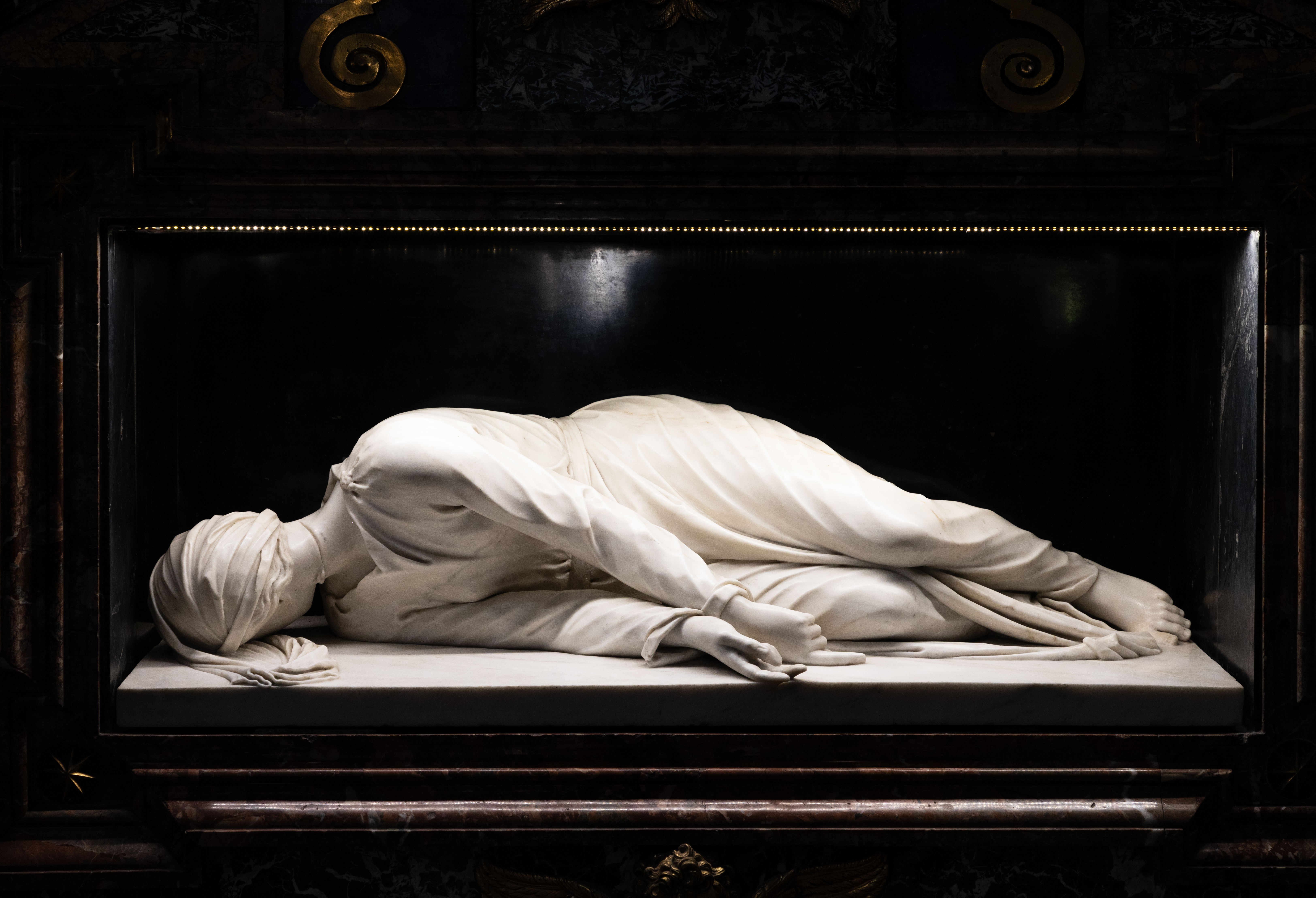
La statua di Stefano Maderno all'altare maggiore

La basilica di Santa Cecilia in Trastevere è un luogo di culto cattolico del centro storico di Roma, situata in Piazza di Santa Cecilia, nel rione Trastevere. La chiesa la dignità di basilica minore. Su di essa insiste il titolo cardinalizio di Santa Cecilia.

## Storia e leggenda
La leggenda vuole che la chiesa sorga sulla casa familiare di Cecilia, «[…] vergine illustre, nata da nobile stirpe romana», che subì il supplizio verso il 220.
La Legenda Aurea narra che papa Urbano I, che aveva convertito il marito di lei, Valeriano, ed era stato testimone del martirio, «[…] seppellì il corpo di Cecilia tra quelli dei vescovi e consacrò la sua casa trasformandola in una chiesa, così come gli aveva chiesto».
Il Titulus Caeciliae è in effetti attestato già dal V secolo. All'inizio del IX secolo, più precisamente nell'822, papa Pasquale I, grande recuperatore di reliquie ed edificatore di chiese (Santa Maria in Domnica, Santa Prassede), ebbe in sogno la visione di Cecilia che gli rivelava la propria sepoltura; fece quindi erigere in quell'anno la chiesa in forma basilicale sul luogo della precedente e vi traslò il corpo.
Durante i lavori di ristrutturazione effettuati nel 1599 dal cardinale Paolo Emilio Sfondrati, (nipote di papa Gregorio XIV, e il cui monumento funebre è quello che si vede nel portico, a destra) fu aperto il sepolcro di marmo e nella ulteriore cassa di cipresso che esso racchiudeva si ritrovò il corpo quasi integro della santa, vestito di bianco e con il segno delle ferite sul collo. L'evento fu considerato miracoloso tanto che anche papa Clemente VIII andò a constatarlo. Si commissionò allo scultore Stefano Maderno la riproduzione della figura così com'era stata ritrovata. L'eccezionale opera in marmo pario, attualmente esposta sotto l'altare maggiore, testimonia nei secoli l'evento.

## Descrizione
La struttura originaria era classicamente basilicale: navata centrale sostenuta da dodici colonne collegate da archi a tutto sesto, soffitto a capriate, abside semicircolare con il catino decorato in mosaico (la decorazione originaria era però più ampia, coprendo anche i lati), piccola cripta sotterranea in corrispondenza dell'altare maggiore e senza dislivello con la navata.
L'edificio fu abbellito e crebbe nei secoli successivi; accanto sorse successivamente un monastero, anch'esso dedicato a santa Cecilia e a sant'Agata. Papa Pasquale II fece costruire nel XII secolo il campanile (oggi leggermente pendente) e il portico, e nella seconda metà del XIII Pietro Cavallini vi affrescò il Giudizio universale, mentre Arnolfo di Cambio eresse il ciborio nel 1293.
A partire dal XVII secolo, e molto di più nel XVIII, le linee della basilica antica vennero fortemente modificate; pur lasciando inalterata l'abside, il presbiterio venne rialzato, il pavimento cosmatesco sostituito, le capriate del soffitto sostituite da un controsoffitto in legno (molti stucchi, dipinto centrale di Sebastiano Conca del 1725), le finestre furono ridotte e nuovi coretti vennero creati sopra le arcate tra le colonne (sorta di tardivo matroneo) riservato alle monache.
All'inizio del Settecento il cardinale Francesco Acquaviva d'Aragona affidò a Ferdinando Fuga un intervento di sistemazione esterno assai scenografico, il cui risultato fu l'attuale prospetto monumentale dell'entrata, con il nome del cardinale stesso ben in vista; nuovi ambienti destinati a sacerdoti e personale e la creazione dell'ampio cortile, con a destra il convento delle suore francescane e a sinistra il monastero delle benedettine. Nella basilica furono poi sepolti sia il cardinale che altri esponenti della sua famiglia.
Nel 1830, per ragioni di consolidamento, le colonne vennero chiuse dentro gli attuali pilastri di mattoni, e gli archi abbassati.
All'interno della chiesa si trova un organo a trasmissione pneumatica di Vegezzi Bossi di modeste dimensioni, costruito nel 1903.

## Gli ambienti romani

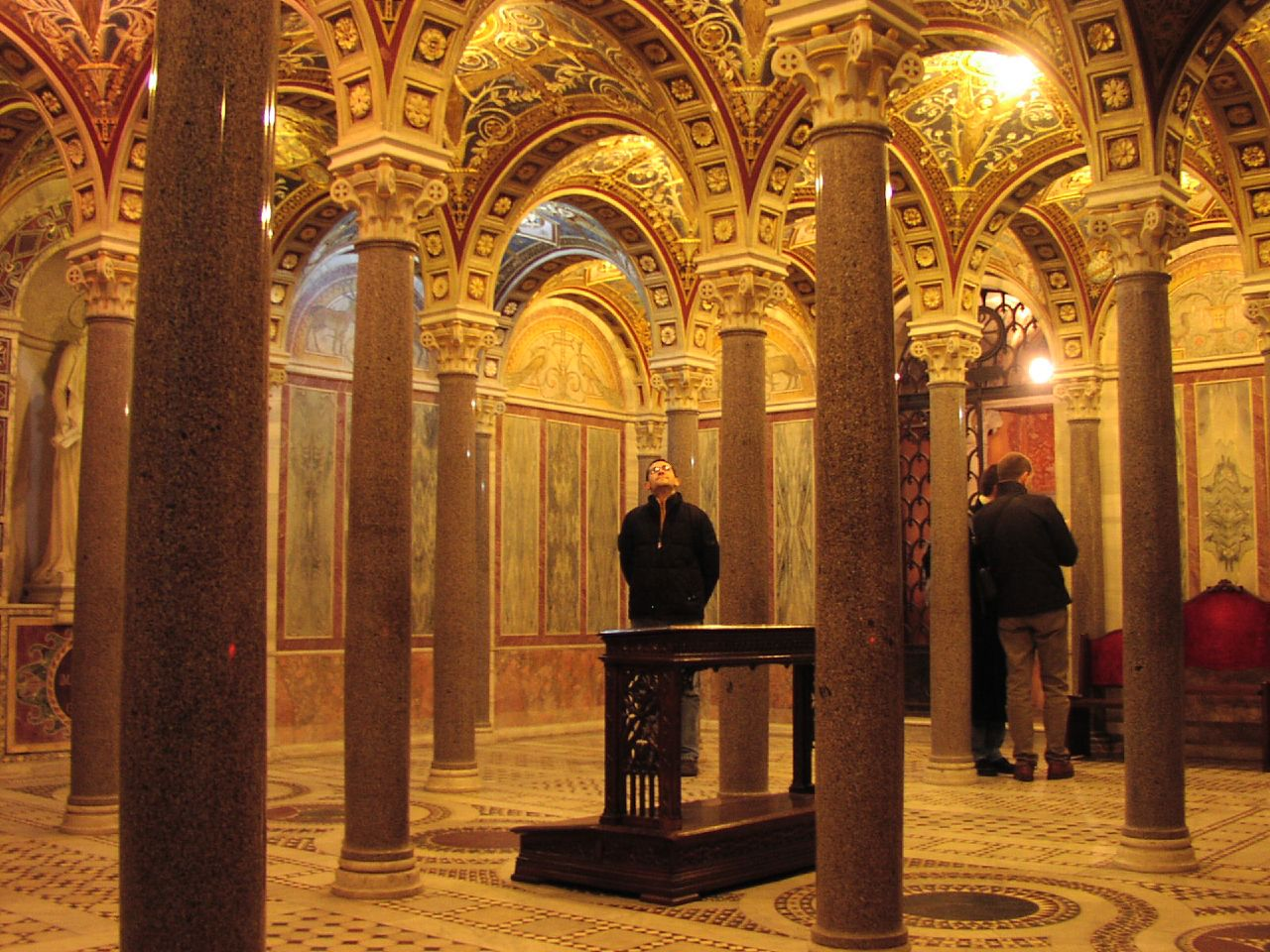
La cripta (ricostruzione di inizio Novecento)

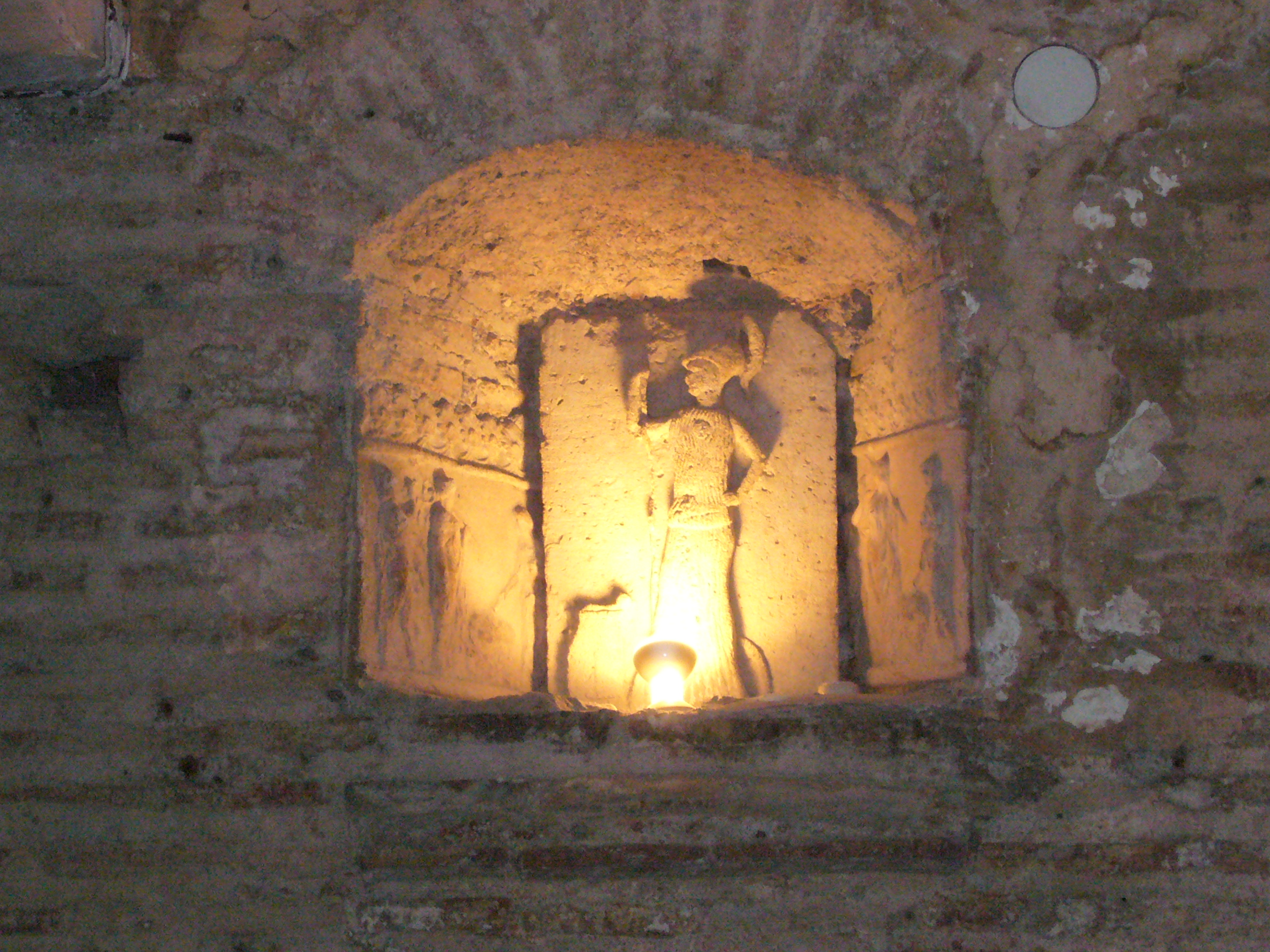
Insula romana: larario di Minerva protettrice della casa

Degli ambienti sotterranei era nota soltanto la cripta e il cosiddetto "Bagno", il calidarium in cui la leggenda voleva che si fosse fatto il primo tentativo di soffocare Cecilia, fino a quando il titolare di Santa Cecilia fra il 1887 e il 1913, cardinale Mariano Rampolla del Tindaro decise all'inizio del Novecento di restaurare e ampliare la cripta. Con l'occasione furono effettuati saggi di scavo nel pavimento della chiesa e del convento, che portarono alla scoperta di numerosi e complessi ambienti sottostanti, per una profondità di circa 5 m.
Sono stati rinvenuti resti di una domus del II secolo a.C. (murature e colonne dell'atrium, pavimentazioni) e tracce di lavori successivi che portarono la domus, in tutto o in parte, ad essere convertita in insula. Ciò è facilmente comprensibile se si pensa che la regione di Trastevere, in epoca repubblicana ancora agricola e ad urbanizzazione estensiva, si affollò successivamente, in epoca imperiale, con il crescere della popolazione urbana.
L'evoluzione edilizia delle costruzioni scoperte copre un periodo di alcuni secoli, giungendo fino all'epoca adrianea (II secolo). L'insula utilizzò in parte murature preesistenti, ponendo il cortile al posto dell'atrium antico, e presenta tracce di una strada, di una scala d'accesso, di un'aula e di un piccolo impianto termale interno, presumibilmente privato, nonché di pavimentazioni. Un ambiente che presenta alcune vasche molto ben costruite ma non impermeabilizzate (probabilmente destinate a stoccaggio di derrate) che al momento dello scavo furono trovate riempite di terra sotto un pavimento evidentemente successivo, conferma l'ipotesi di datazione al II secolo della trasformazione della domus in insula.
Modifiche ulteriori vennero apportate con l'uso cristiano dell'immobile nei secoli successivi: una sala con una vasca circolare fu trasformata in un battistero esagonale rivestito di marmo. Accanto a questa è il balneum che la tradizione indica come luogo di martirio di Cecilia.

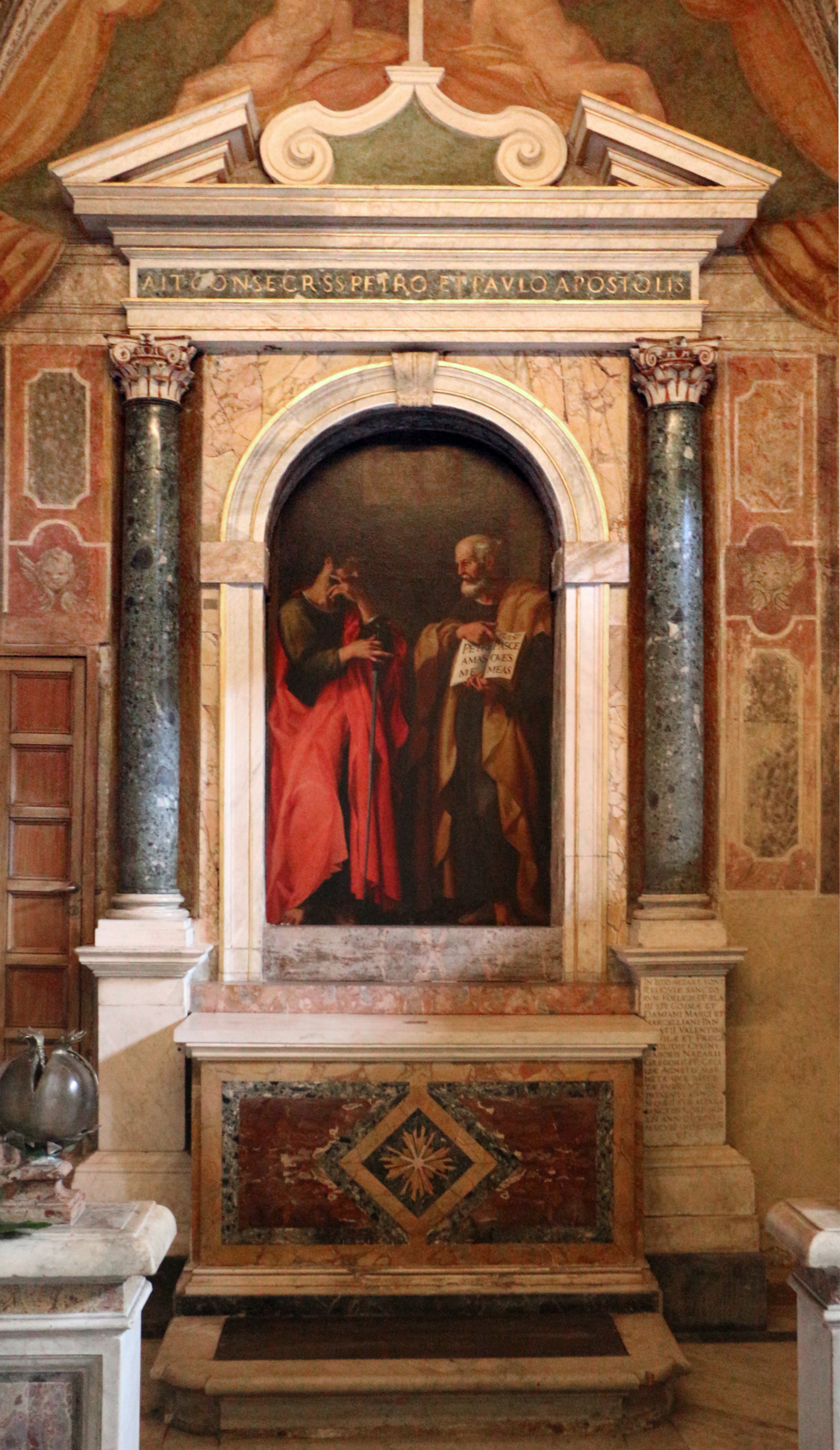
Giovanni Baglione, SS. Pietro e Paolo, 1600